# بغديدا
بخديدا أو بغديدا أو قره قوش (بالسريانية: ܒܓܕܝܕܐ) هي مدينة عراقية سريانية تقع في محافظة نينوى شمال العراق على بعد نحو 32 كم جنوب شرق مدينة الموصل و 60 كم غرب مدينة أربيل، على الضفة الشرقية لنهر دجلة الذي يشكل مع نهر الخازر المنطقة الجنوبية من سهل نينوى بالقرب من مدينتي نينوى وكالح الأثريتيين. تتوسط بخديدا سبع كنائس وعددًا من الأديرة التاريخية والتلال والمناطق الأثرية. تعتبر البلدة كذلك مركز قضاء الحمدانية أحد الأقضية الخمسة للمحافظة. ولجأ أهالي المدينة جميعهم إلى كردستان العراق بعد احتلالها من قبل تنظيم الدولة الإسلامية (داعش) بتاريخ 6 أغسطس 2014. وبقت بغديدا تحت احتلال تنظيم الدولة الإسلامية (داعش) إلى 19 أكتوبر 2016 بعد معركة الموصل حيث بدأ بعض أهالي بغديدا الرجوع إليها. قبل سيطرة تنظيم الدولة الإسلامية (داعش) كانت بغديدا تُعتبر أكبر بلدة مسيحية في العراق.

## تسمياتها
للبلدة تسميات عديدة:
- بكديدو: لفظة باكديدو هي ند للفظة (كذوذو) ومعناها الشباب وهناك رواية منقولة تقول: (إنّ المعركة الحاسمة التي دارت بين قوات الفرس والآشوريين عام 610 ق.م حصلت قرب (بكديدو).
- بيث خوديدا: محرّفة عن لفظة (بيث كذوذي) الآرامية ومعناها بيت الشباب.
- بيث خديدا: لفظة آرامية معناها بيت الآلهة واستعملها الساسانيون كذلك.
- بيث خديدة بغديدا أو بخديدا أي بيت خديدا: بمعنى بيت الله، فهي تسمية فارسية معناها (بيت الآلهة) وكانت بغديدي بلدة مجوسية فيها معابد كثيرة للنار وللأوثان ولا تزال آثارها شاخصة لحد الآن وخاصة ما موجود تحت تلّة كنيسة مارت شموني من زقورة وثمانية آلهة كان أهل بغديدا يعبدونها قبل اعتناقهم الديانة المسيحية ومن تلك الأصنام الإله ياني وكوش ومام.
- بيث كذاذي: لفظة آرامية سريانية معناها: (بيث يعني الموقع أو المكان كذاذي تعني خيوط) حيث يقال أنّ بغديدي قد اشتهرت فترة من الزمن وبالتحديد في أواخر القرن الثامن عشر- بصناعة الغزل والنسيج.
- باخديدا: لفظة آرامية محرَّفة عن لفظة (بيث ديتا) أي بيت الحدأة وهو طائر أسود اللون يقال أنّه كان يكثر وجوده في المنطقة.
- بوخديرا: هناك تقليد آخر عن اسم بغديدي مثبت في مخطوطة كتبها الناسخ (هديا شمو) عام 1669- 1670 يضاف إلى لائحة أسماء بغديدي غير أنّه من السهل الخلط بالسريانية بين (بوخديرا) و (بوخديدا) بمجرد وضع النقطة فوق حرف ما قبل الأخير (بوخديرا) ليقرأ راء، أو تحته ليقرأ دال (بوخديدا) باللغة السريانية.
- بغديدا: كلمة يطلقها سكان بغديدي المسيحيين والناطقون باللغة الآرامية الشرقية (السريانية) ومحلياً تسمى (السورث).
- قرة قوش: بالرغم من الاختلاف في كتابة كلمة قرة قوش فتكتب أحياناً (قرقوش أو قراقوش) إلاّ أنّه هناك إجماع عام وقناعة ثابتة بأنّها لفظة تركية تعني (الطير الأسود) وأطلقت هذه التسمية إبان حكم الأتراك وهناك من يقول أنّ الزي الأسود الذي كان يرتديه سكان بغديدي من كلا الجنسين آنذاك كانت تسمى بهذا الاسم. ومن المحتمل أنّ الأتراك قد نقلوا معنى كلمة باخديدا (بيث ديتا) إلى لغتهم فقالوا قرة قوش. وقيل أنّ الدولة العثمانية كانت تطلق أسماء خاصة على كثير من المواقع وتستمد ذلك من اعتبارات ترجع إلى الفرق الحربية والعسكرية وأعلامها الخاصة. وقد ذكرها الخطيب العمري في «منية الأدباء» بهذا الاسم ووصفها قائلا: «قره قوش: كبيرة أهلها نصارى، فيها خيل البريد وهي مرحلة عن الموصل.»[5]
- الحمدانية: في السبعينات من القرن العشرين بدّل اسم بغديدا رسمياً باسم آخر وهو الحمدانية استناداً إلى (الحمدانيون) الذين حكموا الموصل ما بين 890 م. و 1004 م.

أما بغديدا - بخديدا بالسرياني (ܒܓܕܝܕܐ) فهو الاسم السائد استعماله بين أبناء البلدة.

## التاريخ

### ما قبل المسيحية

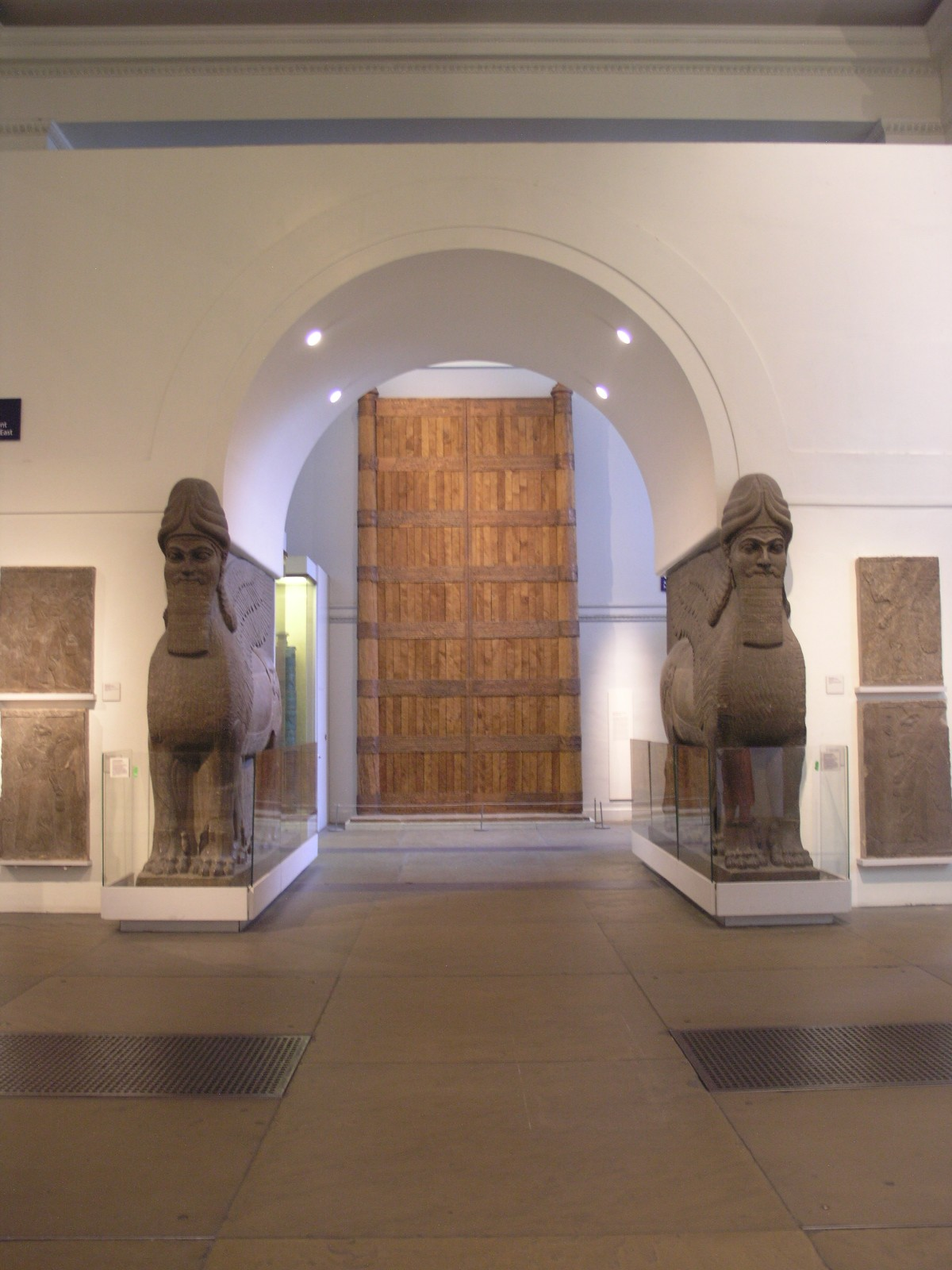
بوابات بلاوات المعروضة حاليا في المتحف البريطاني.

يعتقد بعد الباحثين أن مدينة راسن التي ذكرت في الحوليات الآشورية تقع في بخديدا، وقد كتب عنها المؤرخ ياقوت الحموي بناءً لما ذكره المستشرق أوبير من خلال رحلاته إلى بلاد ما بين النهرين حيث قال:"يرجى أن يكون موقع راسن، المدينة الآشورية التي شيدها الملك نمرود بين آشور وكالخو هو موقع بغديدي اليوم. وذكر الكاتب عبد المسيح بهنام إنّ أحد سكان بغديدي عثر قرب دير ناقورتايا على ختم حجري إسطواني الشكل نقشت على جوانبه صورة ملك آشوري يتعبد للشمس والإله ياي.
ورد ذكر آخر للبلدة تحت مسمى باكديدو هي ند للفظة كذوذو ومعناها الشباب بالآرامية، وهناك رواية منقولة تقول إنّ المعركة الحاسمة التي دارت بين قوات الفرس والآشوريين عام 610 ق.م حصلت قرب بكديدو. كما اتخذ الملوك الآشوريون من منطقة بلاوات التي تقع 4 كم جنوب البلدة منتجعا لهم، حيث شهدت المنطقة عمليات تنقيب واسعة بقيادة الآثاري الآشوري الأصل هرمزد رسام أسفرت عن العثور على قصور وقطع أثرية مهمة لا يزال معظمها حاليا منتشر في متاحف عالمية كالمتحف البريطاني ومتحف اللوفر.

### دخول المسيحية
دخلت المسيحية إلى البلدة في القرون الأولى، ولا يعرف تأريخ تنصر البلدة بشكل أكيد إلا أنها اتبعت المذهب النسطورية على أثر مجمع أفسس وطمرت بذلك حتى مجيء مار يوحنا الديلمي الذي تمكن من تحويل البلدة إلى الأرثوذكسية في نهاية القرن السابع. ويعتقد أن يوحنا الديلمي نفسه مدفون في دير مقورتايا على بعد ثلاثة كيلومترات من مركز البلدة. ازدهرت بخديدا في القرون اللاحقا حيث قال عنها ياقوت الحموي في كتابه معجم البلدان:

### العصور الوسطى

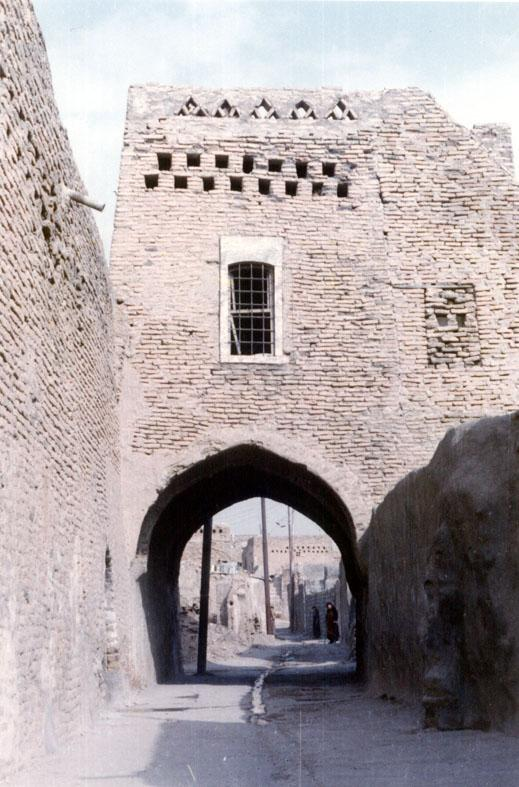
"قطرته دبي اينا" هي احدى اقدم البنايات في بغديدا القديمة مبنية من الطوب.

ازداد عدت سكان البلدة بشكل كبير في القرنين العاشر والحادي عشر بعد هجرة العديد من السريان من وسط العراق. ومن أهم الهجرات كانت عندما رحلت ما تبقى من مسيحيين من تكريت التي كانت مركزا هاما للكنيسة السريانية الأرثوذكسية واستقروا في بخديدا. وكان السبب الرئيسي لهذه الهجرة تدمير كنيسة مار أحوداما فيها ما أدى إلى انتقال المفريان إلى الموصل.
أصبحت البلدة خلال تلك الفترة مقرا للبطريركية السريانية في شمال العراق لفترات متقاطعة حتى انتقال البطريرك الممثل لكنيسة أنطاكيا إلى الموصل نهائيا.
تمتلئ حوليات البلدة في تلك الفترات بالعديد من الأخبار التي تحدث عن غزوات القبائل الكردية التي بدأت تستوطن شرق نهر الزاب الأعلى.
- في سنة 1171 وحين انشغال أمير الموصل بحرب أمير دمشق، هاجم الأكراد دير مار متى والقرى المجاورة وقتلوا العديد من الرهبان ونهبوا محتوياته وأحرقوه.
- في عام 1261 تعرض دير مقورتايا لنفس المصير حيث أحرق ونهب وقتلت العديد من الراهبات اللاتي حاولن التحصن به.
- في 1288 وقعت معركة بين الأكراد والتتر في البلدة.
- عام 1324 هاجم الأكراد بخديدا مرة أخرى وفي هذه المرة تم إحراق الكنائس الأربع في البلدة وقتل جمع غفير من أهلها.

### الحكم العثماني
تمكن العثمانيون من السيطرة على المنطقة في القرن السادس عشر، حيث أصبحت بخديدا جزءا من ولاية الموصل واتسمت هذه الفترة بالهدوء النسبي حتى مجيء الأفشاريون سنة 1743 بقيادة نادر شاه الذي نهب البلدة وأحرق أربع من كنائسها. غير أن معظم سكانها تمكنوا من النجاة بعد أن تحصنوا داخل أسوار الموصل حيث ساهموا في الدفاع عن المدينة. وكمكافأة على صده لهجوم نادر شاه أهدى السلطان العثماني محمود الأول مبلغ 800 قرش لحاكم الموصل حسين باشا الجليلي لكي يشتري بلدة بخديدا بأكملها فلما علم الأهالي بالأمر قرروا هجر البلدة. غير أن حسين باشا أعدل عن الأمر وقرر أن يكتفي بعشر مدخول الأهالي سنويا بدلا من ذلك.
من أهم أحداث القرن التاسع عشر مجاعة سنة 1828 أهلكت العديد من سكانها.

### ضمن الدولة العراقية
بانتهاء الحرب العالمية الأولى آلت المنطقة إلى الاحتلال الإنكليزي للعراق العثماني، وسارعت الإمبراطورية البريطانية إلى ضم ولاية الموصل إلى المملكة العراقية المشكلة حديثا. وشهدت السنين التالية معركة قضائية شهيرة بين أيوب الجليلي أحد أحفاد حسين باشا الجليلي وسكان البلدة. حيث ادعى أيوب الجليلي أحقيته بأراضي البلدة استنادا على نظام الإقطاعية السائد آنذاك. تمكنت عائلة الجليلي من ربح القضية في 21 تشرين الثاني 1949، غير أن الأهالي استأنفوا الحكم فأعادت المحكمة العليا في بغداد البلدة لأهاليها 15 آذار 1954 وثبتت محكمة أخرى الحكم نهائيا لصالح الأهالي.
أدت الحرب العراقية الإيرانية إلى سقوط أكثر من مائتي قتيل من شباب البلدة في جبهات القتال، كما هاجر عدد كبير من سكانها أثناء فترة الحصار الدولي الاقتصادي للعراق.

### بعد حرب العراق 2003
بعد حرب العراق هاجر عدد كبير من مسيحيي بغداد والموصل إلى البلدة بعد استهدافهم من قبل جماعات متطرفة. بيد أن بخديدا لم تنج من العنف الدائر في العراق حيث خطف وقتل عدد كبير من أبنائها وخاصة بمدينة الموصل كما تعرض الطلاب الملتحقون بجامعة الموصل لعدة اعتداءات أشرها في 2 أيار 2010 عندما أدى هجوم على حافلات تنقل طلابا إلى جامعة الموصل إلى مقتل وجرح أكثر من 100 طالب وطالبة. وكنيتجة لذلك تم البدء بإنشاء جامعة خاصة بطلبة سهل نينوى في بخديدا.
في مطلع آب/أغسطس عام 2014 سيطر تنظيم الدولة الإسلامية مدعوما بالعشائر العربية من القرى المجاورة مثل مناطق الحاوي والسلامية والنمرود وكاريس. مما أدى ألى انسحاب قوات البشمركة والجيش العراقي والشرطة التي كانت تدافع عن المدينة وكانت شروط التنظيم ثلاثة وهي كالتالي إعلان الإسلام أو دفع الجزية أو قطع الرأس ومصادرة الأموال وسبي النساء وبيع الأطفال. مما أدى إلى هرب السكان بعد تخلي القوات الأمنية عنهم ولم يبقى سوى بضع عوائل.
وانطلقت عملية قادمون يا نينوى بعد سنتين وثلاثة أشهر وفي 23 أكتوبر من عام 2016 حررت مدينة بغديدا على يد الفرقة التاسعة من الجيش العراقية.
كانت الأضرار وخيمة حيث تم تدمير أغلب البنى التحتية للمدينة والمصانع والمعامل والمخازن والمحلات التجارية الحقول بالكامل وسرقت بشكل كامل جميع المنازل التي يتجاوز عددها 8,000 دار سكني وقد حرق مقاتلو تنظيم داعش 3,000 دار سكني بالكامل حسب الإحصائية الأخيرة للمنظمات الآشوريين/السريان/الكلدان الذين ينقسمون إلى سريان كاثوليك ويمثلون أكثر من 90% وسريان أرثوذكس 7% بالإضافة لذلك وصل للبلدة مؤخرا أكثر من 15,000 نازح نتيجة العنف في مدن عراقية، وينتمي هؤلاء إلى مختلف الطوائف المسيحية وبخاصة الكلدانية للبلدة مؤخرا أكثر من 15,000 نازح نتيجة العنف في مدن عراقية، وينتمي هؤلاء إلى مختلف الطوائف المسيحية وبخاصة الكلدانية والسريانية الأرثوذكسية وكنيسة المشرق الآشورية.

### احتلال داعش
في بداية تموز 2014, حاول تنظيم الدولة الإسلامية (داعش) احتلال بغديدا ولكن قامت قوات بيشمركة الكردية وهيئة حراسات بغديدا بردع الهجوم ولكن العوائل لجئت إلى كردستان العراق والمدن المسيحية المجاورة لينظموا إلى بقية اللاجئين المسيحين من الموصل. قامت داعش بقطع الماء عن القرية وباحتلال حقول النفط المجاورة مما أدى إلى انسحاب البيشمركة من المدينة ودخول داعش إليها في اليوم الثالي. وبقت بغديدا تحت احتلال تنظيم الدولة الإسلامية (داعش) إلى 19 أكتوبر 2016 بعد معركة الموصل حيث بدأ بعض أهالي بغديدا الرجوع اليها.
تم تشكيل وحدات حماية سهل نينوى لقتال داعش وتم تحرير المدينة من قبلها ومن قبل القوة البرية العراقية وتتمسك هذه الوحدات بالأمور الأمنية للمدينة مع القوات العراقية التي حررتها.

### اللغة
يتحدث سكان البلدة لغات آرامية حديثة تعتبر من أقدم اللهجات الآرامية المعروفة، حيث تحتوي على العديد من الصيغ والتراكيب النحوية التي اختفت في اللغات واللهجات الآرامية الأخرى. كما تحتوي هذه اللهجة على العديد من المفردات التي تعود إلى اللغة الأكدية والسومرية. وتستعمل السريانية كلغة أساسية في التدريس ببعض المدارس وفي الكتابات الدينية والأدبية بالخط الغربي عادة.
بالإضافة للسريانية تعتبر العربية لغة التدريس في معظم المدارس الحكومية وتأتي الإنكليزية كاللغة الأجنبية الأكثر انتشارا.

## الثقافة والأدب
تمتاز بغديدا بالعديد من المهرجانات الثقافية الأدبية باللغتين السريانية والعربية من أهمها مهرجان بغديدا للإبداع السرياني، ومهرجان ملتقى الثقافات العراقية، ومهرجان المحبة الشعري.
كما تنشر في البلدة عدة صحف ومجلات من أهمها جريدة صوت بخديدا (ܩܠܐ ܕܒܟܕܝܕܐ) الشهرية باللغة العربية ومجلة الإبداع السرياني (ܒܪܘܝܘܬܐ ܣܘܪܝܝܬܐ) باللغتين السريانية والعربية.

## اقتصاد البلدة
اعتمد اقتصاد البلدة تاريخيا على الزراعة، كما أنها ازدهرت في الحرف اليدوية مثل النسيج وإنتاج المعاطف الجلدية المصنوعة من جلد الغنم. أما اليوم فبغديدا أصبحت مركزاً للتجارة والأعمال التجارية فكثرت فيها المحلات والمنازل والمباني العالية وهناك الكثير من موظفي الحكومة من أبناء البلدة، ولكن لا تزال الزراعة هي إحدى المصادر الرئيسية لكسب الرزق للبلدة.

## معالم البلدة

### الكنائس

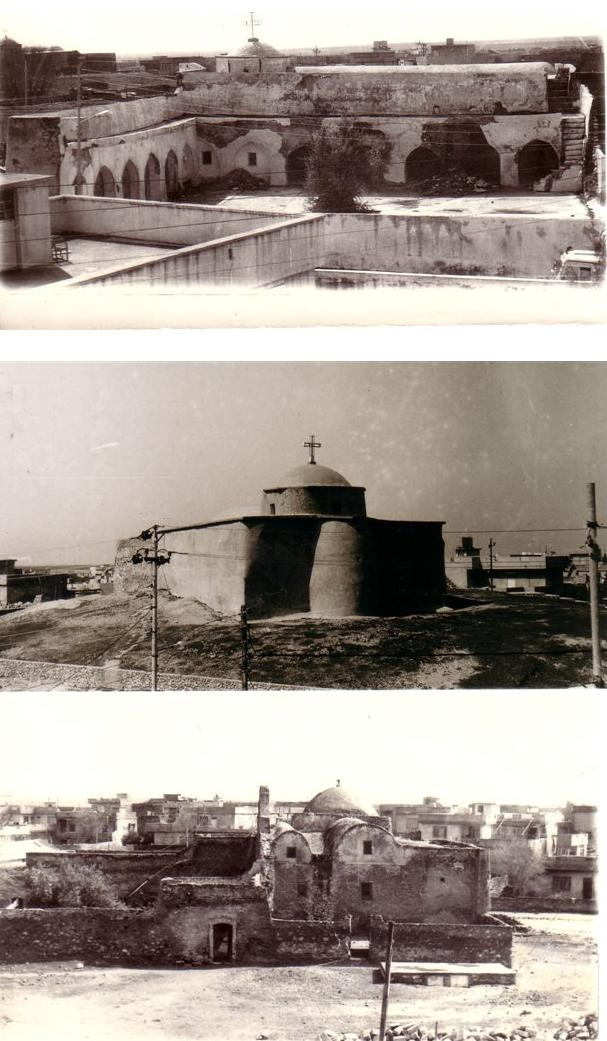
كنائس تاريخية في بخديدا من الأعلى إلى الأسفل: كنيسة سركيس وباكوس، كنيسة مارت شموني، كنيسة مار كوركيس

عرفت بغديدة بإيمان أبنائها وما يشهد على ذلك وجود تسع كنائس فيها ست منها للسريان الكاثوليك وثلاث للسريان الأرثوذكس.
- كنيسة الطاهرة الكبرى
- كنيسة مار يوحنا
- كنيسة مار يعقوب
- كنيسة مارزينا
- كنيسة مار بهنام وساره
- كنيسة سركيس وباكوس
- كنيسة مار كوركيس
- كنيسة مار يوسف
- كنيسة الرجاء
- كنيسة التجلي
- كنيسة القيامة (تقع على بعد 3 كم من مركز بغديدا) مبنية في وسط مقبرة القيامة وهي مخصصة لإحياء مراسيم الدفن وصلاة الجنازة لبلدات بغديدا وكرمليس وبرطلة

### الأديرة
- ناقورتايا، (دير السريان أو دير مار يوحنا الديلمي)
- مار قرياقوس
- مارت شموني

## وصلات خارجية
- الموقع الرسمي للبلدة
- نادي قرة قوش الرياضي